# کالای ماندگار
کالای ماندگار یا کالای بادوام، نوعی کالا است که به سرعت فرسوده، نابود و مستهلک نمی‌شود؛ کالایی که مطلوبیت را در طول زمان حفظ کرده و سودمندی طولانی‌تری را ارائه می‌دهد و به یک باره مصرف نمی‌شود. از نمونه‌های آن، آجر، خودرو، یخچال یا یخچال فریزر و گوشی تلفن همراه است که هر یک، بازه زمانی خاصی برای سودمند بودن دارند و برای مدت خاصی سودمند باقی می‌مانند. سوخت خودرو، کالایی ناماندگار یا غیرماندگار است. باید توجه داشت که کالای ماندگار می‌تواند کالایی مصرفی باشد. خودرو، لوازم خانگی، جواهرات، تجهیزات پزشکی، وسایل ورزشی و کتاب، همگی کالاهایی مصرفی هستند؛ یعنی به‌طور کلی و در دست خریدار نهایی (مصرف‌کننده)، کالای سرمایه‌ای یا کالای واسطه نیستند؛ اما چون دوام دارند؛ کالای ماندگار نیز محسوب می‌شوند.